# Sandra, detective de cuentos
Sandra, detective de cuentos es una serie de animación española. La serie de animación, creada por Myriam Ballesteros,  creadora de Lola & Virginia, coproducida por Imira Entertainment, soGood entertainment y TVE.

## Sinopsis
Trata la historia de la niña, Sandra Occhiaperti, que la muerte de su abuelo, sustituye como detective de cuentos, tarea en realizar el secreto a escondidas de sus padres. Junto a ella está Fo, su compañero de aventuras y detective ayudante, es un joven elfo de las colinas resbalosas que a sus 508 años ha sido anteriormente el ayudante del tatarabuelo, el bisabuelo y el abuelo de Sandra en la misma actividad, ambos vivirán muchas peripecias aunque tengan que ocultar su secreto.

## Estructura
Los capítulos comienzan con Sandra en el mundo real momentos antes de que el elfo Fo le avise de que alguien ha llamado a la seta-oficina con un caso. Una vez conocido el cuento al que irán y el problema que deben solventar Fo dice las palabras mágicas que transportan a Sandra al mundo de los cuentos. A veces aparecen en el inicio del cuento, otras veces al final y otras en situaciones que ocurren una vez finalizado el cuento o en aventuras propias de la serie con los personajes de los cuentos. Sandra y Fo se enfrentan a los problemas y acaban salvando a la situación haciendo que el cuento acabe con un final feliz. Una vez resuelto el caso Sandra regresa al mundo real a la espera de la próxima aventura.